# Wiosna przyjdzie i tak
Wiosna przyjdzie i tak – piosenka i singel Kayah wydany w 2001, promujący ścieżkę dźwiękową filmu Przedwiośnie w reżyserii Filipa Bajona. Został wydany przez Pomaton EMI / Apple Film Production (numer katalogowy - promo CD 355). W wersji radiowej wykorzystano fragment z filmu w wykonaniu Daniela Olbrychskiego, m.in.: „pewnych rzeczy się nie mówi, to sprawa dobrego tonu”.
Piosenka została nagrana w nowej aranżacji na płytę Kayah & Royal Quartet (2010). W tej aranżacji z udziałem Royal String Quartet Kayah wystąpiła podczas żałobnej gali Fryderyki 2010 w bazylice Salezjanów w Warszawie (ceremonia była hołdem złożonym ofiarom katastrofy smoleńskiej). W 2020 Pezet wydał piosenkę „Nisko jest niebo”, w której za podkład muzyczny posłużył mu utwór Kayah.

## Lista utworów
| 1. | "Wiosna przyjdzie i tak" radio edition | 3:19  |
|    |                                        |       |
| 2. | "Wiosna przyjdzie i tak" album edition | 3:19  |
|    |                                        |       |
| 3. | "Niebo"                                | 2:43  |
|    |                                        |       |
| 4. | "Ogień"                                | 2:15  |
|    |                                        |       |
| 5. | "Taniec ognia"                         | 3:22  |
|    |                                        |       |
|    |                                        | 14:58 |
|    |                                        |       |

## Personalia
- Kayah - muzyka i słowa (1,2), programowanie instrumentów klawiszowych, śpiew (1,2), wokaliza (4)
- Hakan Kursun - programowanie instrumentów klawiszowych, instrumenty perkusyjne (1,2)
- Krzysztof Pszona - edycja i programowanie instrumentów klawiszowych (1,2)
- Sinfonia Varsovia pod dyr. Tadeusza Karolaka - orkiestra (3-5)
- Michał Lorenc - orkiestracja (3-5)
- Piotr Maślanka - instrumenty perkusyjne (3-5)
- Rafał Paczkowski - instrumenty klawiszowe (4)
- Zespół Des Orient (3-5)
  - Marta Stanisławska - cymbały, tar, rigg
  - Małgorzata Szarlik-Woźniak - skrzypce
  - Robert Siwak - daf, darabuka, zarab, bendir, rigg
  - Mariusz Puchłowski - flety, pifon
  - Bogdan Kupisiewicz - gitara, tar, flet, klarnet grecki
  - Klaudiusz Baran - akordeon
  - Michał Woźniak - kontrabas
- Wojciech Olszak - miks 1, 2 w Woobie Doobie Studio
- realizacja nagrań 1,2 - Krzyś Pszona, Michał Przytuła, Hakan Kursun, Wojtek Olszak; 3,4,5 - Rafał Paczkowski
- produkcja 1,2 - Kayah, Hakan Kursun, Krzyś Pszona
- Zbigniew Zbrowski - konsultacja i organizacja nagrań
- Grzegorz Piwkowski - mastering

## Notowania
| Lista                              | Pozycja |
| ---------------------------------- | ------- |
| Lista Przebojów Programu Trzeciego | 21      |
| Lista Przebojów Radia Kraków       | 14      |
| Lista Przebojów Radia PiK          | 15      |